# Jean Perrin

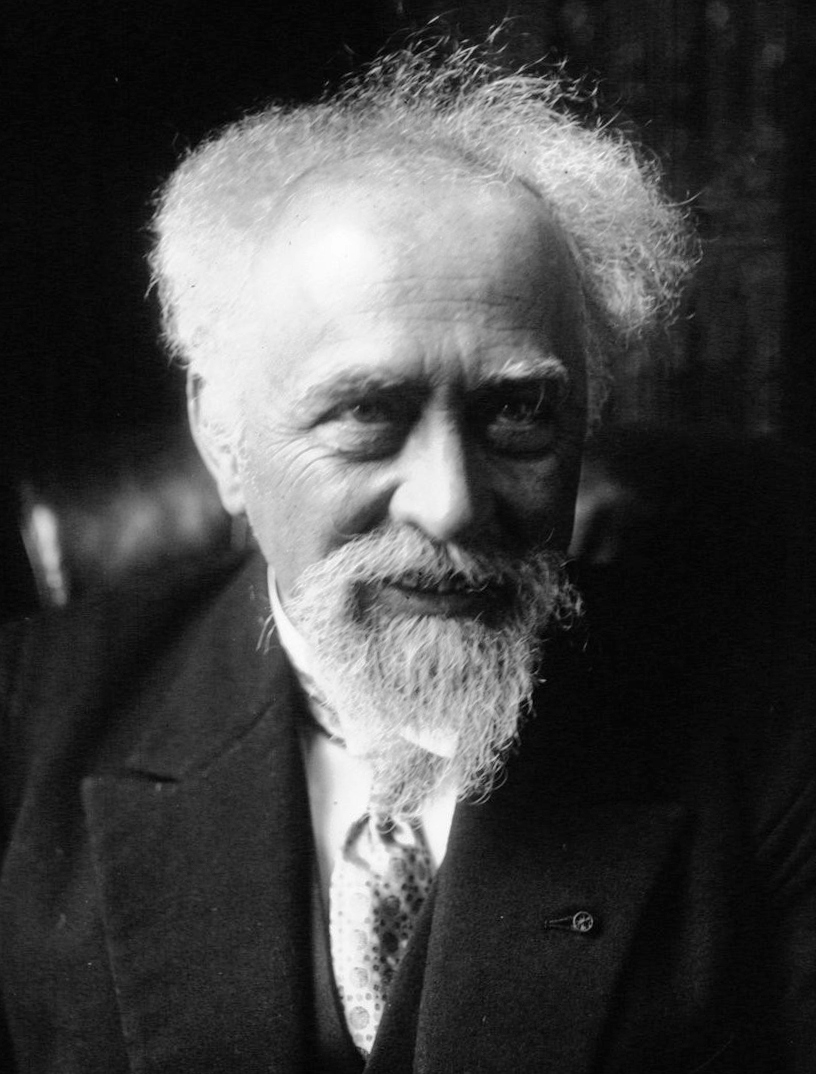
Jean Perrin (1926)

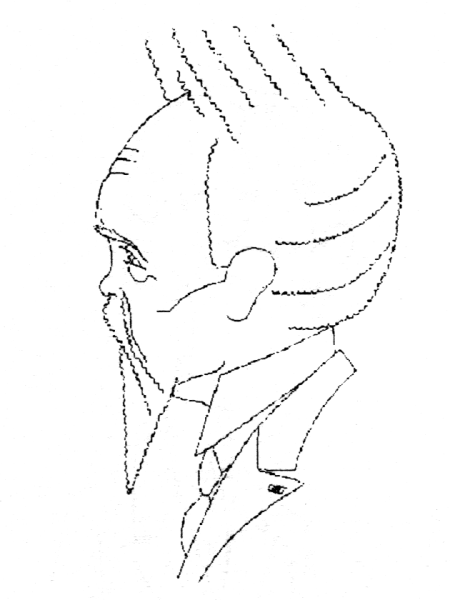
Jean Perrin gezeichnet von Gheorghe Manu

Jean Perrin (Jean Baptiste Perrin, * 30. September 1870 in Lille; † 17. April 1942 in New York City) war ein französischer Physiker und Nobelpreisträger.

## Leben
Jean Perrin studierte an der École normale supérieure in Paris. Nach seinem Abschluss 1894 arbeitete er dort als wissenschaftlicher Assistent und promovierte im Jahr 1897 mit der Schrift  Rayons cathodiques et rayons de Röntgen. Études expérimentales. Er wechselte anschließend an die Sorbonne und lehrte dort von 1910 bis 1940 als Professor. Nach dem Einmarsch der Deutschen flüchtete er in die USA, wo er sich in New York City für die Etablierung einer französischen Exiluniversität einsetzte, die in der Gründung der École libre des hautes études (ELHE) mündete, aus der später auch die Gründung der École des hautes études en sciences sociales (EHESS) in Paris resultierte. Jean Perrin verstarb am 17. April 1942. Seine sterblichen Überreste wurden 1948 vom Kriegsschiff Jeanne d'Arc nach Frankreich überführt und im Panthéon beigesetzt.
Sein Sohn Francis Perrin (1901–1992) war ebenfalls Physiker.

## Werk
Die ersten Arbeiten Perrins, die während seiner Promotionszeit begannen, beschäftigten sich mit Kathodenstrahlen und Röntgenstrahlen, wobei er unter anderem zeigen konnte, dass es sich bei den Kathodenstrahlen um negativ geladene Teilchen handelt. Weitere Arbeiten behandelten die Fluoreszenz, den Zerfall von Radium sowie die Schallerzeugung und -ausbreitung. Unter anderem entwickelte er die Perrin-Röhre, mit der er erstmals in einwandfreier Weise die negative Ladung der Kathodenstrahlen nachwies. Darüber hinaus lässt sich mit ihr die Größenordnung der spezifischen Elementarladung bestimmen.
Seine bekanntesten Arbeiten beschäftigen sich mit den Eigenschaften von Kolloiden, mit der Untersuchung der brownschen Bewegung der gelösten Teilchen konnte er die Berechnungen und Vorhersagen Albert Einsteins bestätigen, nach der die gelösten Teilchen den Gasgesetzen gehorchen. Durch eine genaue Analyse konnte er zudem die Avogadro-Konstante bestimmen – das Ergebnis stand im Einklang mit anderen Bestimmungen der Konstante und war ein entscheidender Beleg für die Teilchennatur der Materie.
Er wurde 1926 mit dem Nobelpreis für Physik „für seine Arbeiten über die diskontinuierliche Struktur der Materie, besonders für seine Entdeckung des Sedimentationsgleichgewichts“ ausgezeichnet.
Er gründete 1936 den Vorläufer der offiziell 1939 gegründeten nationalen französischen Forschungsgesellschaft CNRS, die Caisse national de science.

## Auszeichnungen
- Joule-Preis, Royal Society, 1896
- Matteucci-Medaille, 1911
- Vallauri-Preis, Bologna, 1912
- La-Caze-Preis, Pariser Akademie der Wissenschaften, 1914
- Wahl in die Französische Akademie der Wissenschaften, 1923
- Wahl zum korrespondierenden Mitglied der Russischen Akademie der Wissenschaften, 1924 (seit 1929 Ehrenmitglied)
- Nobelpreis für Physik, 1926
- Kommandeur der Ehrenlegion, 1926
- Wahl zum assoziierten Mitglied der Académie royale des Sciences, des Lettres et des Beaux-Arts de Belgique, 1928[4]
- Commander of the British Empire
- Kommandeur des belgischen Leopoldsorden
- Der Asteroid (8116) Jeanperrin wurde am 11. Februar 1998 nach ihm benannt.[5]

## Schriften (Auswahl)

### Bücher
- Oeuvres Scientifique de Jean Perrin, Paris 1950
- Rayons catholdiques et rayons de Röntgen; étude expérimentale, Gauthier-Villars 1897
- Les Principes. Exposé de thermodynamique. 1901
- Traité de chimie physique., Band 1: Les principes, Paris: Gauthier-Villars 1903
- Les Preuves de la réalité moléculaire. 1911
- Les atomes, Paris: F. Alcan 1913
  - Deutsche Übersetzung: Die Atome, Dresden, Leipzig: Steinkopf 1914
- Matière et Lumière. 1919
- Lumière et réactions chimiques, Paris, Gauthier-Villars, 1926
- Les Éléments de la physique. 1929
- L'Orientation actuelle des sciences. 1930
- Les Formes chimiques de transition. 1931
- La Recherche scientifique. 1933
- Grains de matière et grains de lumière. 1935
- L'Organisation de la recherche scientifique en France. 1938
- À la surface des choses. 1940–1941
- La Science et l'espérance. 1948

### Fachartikel
- Nouvelles propriétés des rayons cathodiques. Comptes rendus, Acad. Sci., Band 121, 1895, S. 1130–1134
- Application des rayons de Röntgen à la mesure des forces électromotrices de contact. Comptes rendus, Band 124, 1897, S. 496–498
- Rayons cathodiques et rayons de Röntgen. Doktorarbeit, Paris, 1897.
- Rayons cathodiques et rayons de Röntgen. Étude expérimentale. Annales du chimie et physique, Band 11, 1897, S. 496–555
- Mouvement Brownien et realite moleculaire, Annales de chimie et de physique, Band 18, 1909, S. 1–114 (Zusammenfassung seiner Arbeiten zur Brownschen Bewegung)
  - von Julius Donau ins Deutsche übersetzt (Die Brown'sche Bewegung und die wahre Existenz der Moleküle, Dresden, Leipzig: Steinkopf 1910) und von Frederick Soddy ins Englische (Brownian movement and molecular reality, London: Taylor and Francis 1910)